# Pycnophyes chilensis
Pycnophyes chilensis är en djurart som tillhör fylumet pansarmaskar, och som beskrevs av Lang 1953. Pycnophyes chilensis ingår i släktet Pycnophyes och familjen Pycnophyidae. Inga underarter finns listade i Catalogue of Life.